# Księga Gór i Mórz

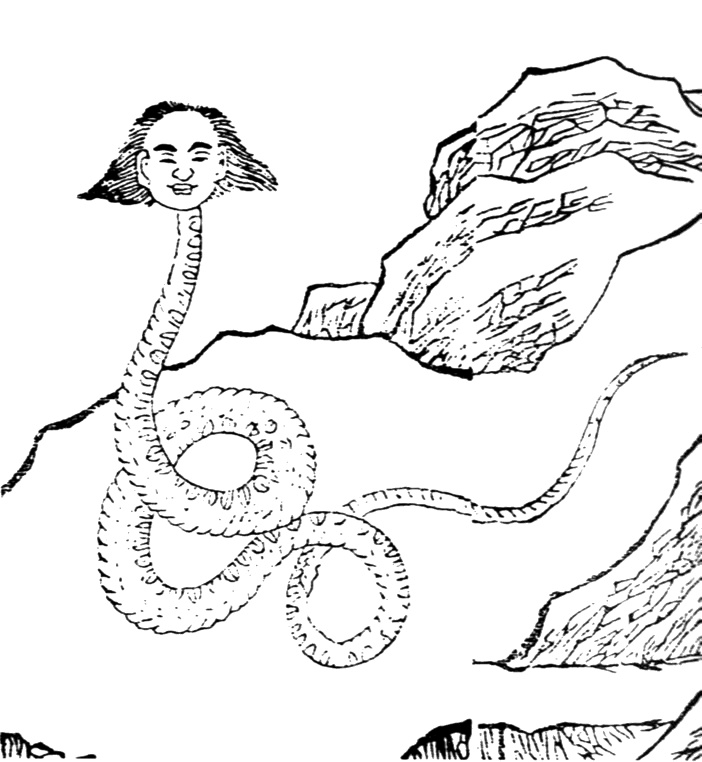
Ilustracja z Shanhaijing – Nüwa

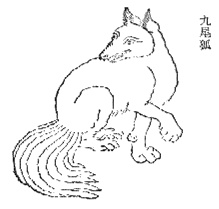
Ilustracja z Shanhaijing – lis o dziewięciu ogonach, towarzysz Xiwangmu

Księga Gór i Mórz – przypisywany tradycyjnie Wielkiemu Yu starożytny chiński traktat geograficzny w 18 rozdziałach, będący w istocie połączeniem bestiariusza, opisów legendarnych krajów i zwyczajów Chin przedcesarskich. Dzieło składa się z kilku części, pisanych w różnym okresie, od Okresu Walczących Królestw po dynastię Han (od IV do pocz. II w. p.n.e.).
Jest to rodzaj encyklopedii, opisującej kolejno rozmaite regiony Chin, od centrum, według kierunków kardynalnych. Każdy opis zawiera nazwy gór i jezior lub mórz, lokalne rośliny i zwierzęta, mity i bestie mityczne, a także zwyczaje, języki i charakterystyki różnych ludów. Dzieli się na dwie części: Księgę Gór, składającą się z pięciu rozdziałów i Księgę Mórz, z trzynastu.
Zaklasyfikowanie Shanhaijing jest trudne – można ją potraktować jako księgę geograficzną, magiczną (ze względu na opisy bóstw, opisów komunikacji z nimi i mitów o nich), spis wyobrażeń starożytnych Chińczyków na temat świata zewnętrznego lub też opis kalendarza i świąt cyklu rocznego. W każdym wypadku, ze względu na bogactwo krótkich, lecz treściwych i kompletnych opowieści, pozostaje jednym z najważniejszych źródeł do poznania mitologii chińskiej.